# Sikträsket
Het Sikträsket, Samisch: Siekhajavvre, Fins: Siikajärvi, met daarbij de baai Siekajaure, is een meer in het noorden van Zweden. Het meer ligt ten westen van de stad Gällivare. De Ertsspoorlijn en het dorp Sikträsk liggen op de noordoever. Het water uit het meer stroomt door een andere rivier naar het Vassarameer. Het meer ligt op 300 meter hoogte en is zes bij een kilometer.
afwatering: meer Sikträsket → meer Vassarameer → Vassara → Lina → Angesån → Kalixälven → Botnische Golf